# Alain Sergile
Alain Sergile (ur. 15 lutego 1972) – haitański pływak specjalizujący się w stylu motylkowym, olimpijczyk.
Reprezentował Haiti w konkurencji pływackiej na dystansie 100 metrów stylem motylkowym rozegranej w ramach Letnich Igrzyskach Olimpijskich 1996, które odbyły się w Atlancie. W rundzie eliminacyjnej ukończył konkurencję z czasem 58,23 i zajął 7. miejsce. Nie dotarł do dalszych etapów rozgrywek.